# Konståret 1968

## Händelser

### Januari
- Januari - Första numret av tidningen PUSS ges ut.
- Konstnärsgruppen Åkerbokonstnärerna bildas.

## Priser och utmärkelser
- Prins Eugen-medaljen tilldelas Arne Jones, skulptör, Stig Lindberg, keramiker och textilkonstnär, och Erik Lundberg, arkitekt.

## Verk
- Eduardo Kingman – Fin de Mascarada
- Robert Motherwell – Open #23

## Utställningar
- Eva Hesse – Chain Polymers, Fischbach Gallery, New York.
- Ralph Hotere – Black Paintings, Auckland.

## Födda
- 4 februari - Theodore Ushev, bulgarisk grafisk designer och animatör.
- 30 januari – Maksimiljan Presnjakov, rysk konstnär.
- 8 mars - Anne Kristin Hagesæther, norsk grafisk designer och illustratör.
- 13 april - Johan Zetterquist, svensk konstnär.
- 5 juni - Anders Sköld, svensk konstnär.
- 20 juli - Pål Hollender, svensk konstnär och filmare.
- 2 augusti - Filippa Widlund, svensk illustratör och författare.
- 17 september - David Shrigley, brittisk konstnär.
- 13 december – Michael Triegel, tysk målare
- okänt datum - Åsa Larsson, svensk konstnär.
- okänt datum - Marcus Nyblom, svensk illustratör, formgivare och serietecknare.
- okänt datum - Yngve Rådberg, svensk konstnär.
- okänt datum - Henrik Håkansson, svensk konstnär.
- okänt datum - Charlotta Höglund, svensk konstnär.
- okänt datum - Max Fredrikson, svensk fotograf och skribent.
- okänt datum - Swetlana Heger, tjeckisk född konstnär verksam i Berlin.
- okänt datum - Jesper Blåder, svensk bildkonstnär och konstpedagog.
- okänt datum - Markus Andersson, svensk konstnär.
- okänt datum - Anders Sköld, svensk konstnär.
- okänt datum - Karin Meijer, svensk keramiker och skulptör.
- okänt datum - Stina Wirsén, svensk illustratör och tecknare.

## Avlidna
- 21 maj - Bror Hjorth (född 1894), svensk konstnär.
- 29 juli - Stig Åsberg (född 1909), svensk grafiker.
- 7 september - Lucio Fontana (född 1899), italiensk konstnär.
- 2 oktober - Marcel Duchamp (född 1887), fransk konstnär och skulptör.